# 波剌黑·哈只卜
波剌黑·哈只卜（Baraq Hajib；？—？），克爾曼王朝國王。這個國家是西遼亡國後，一个西辽人到花剌子模被蘇丹收容，留在克爾曼（今伊朗境内）一帶建立的國家。
穆斯林編年記說他最早信仰密教，後成為穆斯林，這個國家與他在伊兒汗國時代繼續生存，蒙古人授他庫魯汗名號，但是王朝在完者都時代（1306年）徹底瓦解，再也沒有契丹人，他們成為穆斯林。